# Pedro Gastão af Orléans og Bragança
Prins Pedro Gastão af Orléans og Bragança (portugisisk: Pedro de Alcântara Gastão João Maria Filipe Lourenço Humberto Miguel Gabriel Rafael Gonzaga de Orléans e Bragança e Dobrzensky de Dobrzenicz, fransk: Pierre-d'Alcantara Gaston Jean Marie Philippe Laurent Hubert d'Orléans et Bragance), født 19. februar 1913 i Eu, Seine-Maritime, Normandiet, Frankrig, død 27. december 2007 i Villamanrique de la Condesa, provinsen Sevilla, Spanien) var en fransk–brasiliansk prins, der var én af de to prætendenter til den afskaffede kejsertrone i Brasilien.

## Forfædre
Pedro Gastão var søn af Pedro de Alcântara, fyrste af Grão-Pará og sønnesøn af den brasilianske tronfølger Isabel af Brasilien og Gaston, greve af Eu
Pedro Gastão var oldesøn af Ludvig Karl af Orléans, hertug af Nemours, Pedro 2. af Brasilien, Ferdinand 2. af Begge Sicilier, Ferdinand Filip af Orléans, hertug af Chartres, Helene af Mecklenburg-Schwerin og Antoine, hertug af Montpensier.
Han var desuden tipoldesøn af Ludvig-Filip af Frankrig, Pedro 1. af Brasilien, Maria Leopoldina af Østrig, Frans 1. af Begge Sicilier, Karl af Østrig (1771-1847), Leopold 2. af Toscana, Maria Antonia af Begge Sicilier (1814–1898), Frederik Ludvig af Mecklenburg-Schwerin og Ferdinand 7. af Spanien.

## Ægteskab
Pedro Gastão var gift med Prinsesse María de la Esperanza af Begge Sicilier (1914–2005). Hun var svigerinde til Juan af Barcelona og moster til kong Juan Carlos af Spanien samt til Pilar af Spanien, Margarita af Spanien og Alfonso af Spanien.

## Efterkommere
Pedro Gastão var far til seks børn, herunder den nuværede prætendent til den brasilianske trone (Pedro Carlos af Orléans og Bragança) og Maria da Glória af Orléans og Bragança, der har været gift med kronprins Alexander af Jugoslavien. Maria da Glória er mor til arveprins Alexander af Jugoslavien.